# Agromyza subnigripes
Agromyza subnigripes är en tvåvingeart som beskrevs av Malloch 1913. Agromyza subnigripes ingår i släktet Agromyza och familjen minerarflugor. Inga underarter finns listade i Catalogue of Life.